# John Adams (compositor)
John Coolidge Adams (Worcester, 15 de fevereiro de 1947) é um compositor estadunidense  com fortes raízes no minimalismo. Seus trabalhos mais conhecidos incluem Short Ride in a Fast Machine (1986), On the Transmigration of Souls (2002), uma peça coral dedicada às vítimas dos ataques de 11 de Setembro de 2001 (peça pela qual recebeu o Prêmio Pulitzer de Música em 2003), e Shaker Loops (1978), um trabalho minimalista para cordas, em quatro movimentos. Suas óperas mais conhecidas são Nixon in China (1987), sobre a visita de Richard Nixon à China em 1972, e Doctor Atomic (2005), que conta a história do Projeto Manhattan, sobre a iniciativa que resultou na produção das primeiras bombas atômicas durante a Segunda Guerra Mundial.

## Vida e carreira
Nascido em Worcester (Massachusetts), John Adams passou por várias cidades da Nova Inglaterra, onde  foi fortemente influenciado pela cultura musical. Graduou-se na Escola Concord, em Concord (New Hampshire). Seu pai lecionava clarinete e  foi clarinestista em conjuntos comunitários. Ele, posteriormente, estudou o instrumento seriamente com Felix Viscuglia, clarinetista da Orquestra Sinfônica de Boston.
Adams começou a compor aos dez anos de idade, e sua música foi interpretada pela primeira vez por volta dos seus treze ou quatorze anos. Após matricular-se  na Universidade Harvard, em 1965,  estudou composição com Leon Kirchner, Roger Sessions, Earl Kim e David Del Tredici. Durante a época de Harvard, ele regeu a Orquestra da Sociedade Bach e foi clarinetista reserva da Orquestra Sinfônica de Boston e da Companhia de Ópera de Boston. Apresentou-se como solista no Carnegie Hall, na première mundial do Concerto para Clarinete de Walter Piston. Ele recebeu duas graduações de Harvard, em 1971 a 1972. Lecionou no Conservatório de Música de São Francisco, de 1972 a 1984.
Adams trabalhou em um estúdio de música eletrônica no Conservatório de Música de São Francisco, construindo seu próprio sintetizador analógico. Atuou também como maestro do Conjunto Nova Música,  um pequeno mas dedicado grupo de jovens e talentosos músicos.
Alguns dos seus principais trabalhos são Wavemaker (1977), Phrygian Gates for solo piano (1977),  Shaker Loops (1978), Common Tones in Simple Time (1979), Harmonium (1980–81),  Grand Pianola Music (1982), Light Over Water (1983), Harmonielehre (1984–85),  The Chairman Dances (1985), Short Ride in a Fast Machine (1986) e Nixon in China (1985–87).

## Obras

### Óperas
- (1985–87) Nixon in China
- (1991) The Death of Klinghoffer
- (1995) I Was Looking at the Ceiling and Then I Saw the Sky
- (2000) El Niño
- (2005) Doctor Atomic
- (2006) A Flowering Tree

### Orquestrais
- (1979) Common Tones in Simple Time
- (1980) Harmonium
- (1983) Shaker Loops
- (1985) Harmonielehre
- (1985) The Chairman Dances
- (1986) Tromba Lontana
- (1986) Short Ride in a Fast Machine
- (1988) Fearful Symmetries
- (1989) Eros Piano
- (1993) Violin Concerto, vencedor de 1995 Grawemeyer Award
- (1991) El Dorado
- (1995) Lollapalooza
- (1996) Slonimsky's Earbox
- (1997) Century Rolls
- (1998) Naive and Sentimental Music
- (2001) Guide to Strange Places
- (2002) On the Transmigration of Souls
- (2003) My Father Knew Charles Ives
- (2003) The Dharma at Big Sur
- (2007) Doctor Atomic Symphony

### Voz e orquestra
- (1987) The Nixon Tapes
- (1989) The Wound-Dresser

### Música de Câmara
- (1970) Piano Quintet
- (1992) Chamber Symphony
- (1978) Shaker Loops
- (1994) John's Book of Alleged Dances
- (1995) Road Movies
- (1996) Gnarly Buttons
- (2007) Son of Chamber Symphony
- (2007) Fellow Traveler
- (2009) String Quartet No. 2

### Outros
- (1973) American Standard
- (1973) Christian Zeal and Activity
- (1975) Grounding
- (1982) Grand Pianola Music
- (1996) Scratchband
- (2001) Nancy's Fancy

### Coros
- (1973) Ktaadn
- (1980) Harmonium
- (1991)  Choruses from The Death of Klinghoffer
- (2002) On the Transmigration of Souls

### Composições gravadas
- (1971) Heavy Metal
- (1976) Studebaker Love Music
- (1976) Onyx
- (1983) Light Over Water
- (1992) Hoodoo Zephyr

### Piano
- (1977) Phrygian Gates
- (1977) China Gates
- (1996) Hallelujah Junction
- (2001) American Berserk

### Filme
- (1982) Matter of Heart
- (1999?) An American Tapestry

### Orquestrações
- (1990) The Black Gondola (Liszt's La Lugubre Gondola)
- (1991) Berceuse Élégiaque (Busoni's Berceuse Élégiaque)
- (1993) Le Livre de Baudelaire (Debussy's Cinq poèmes de Charles Baudelaire)
- (1995) La Mufa (Piazzolla's tango)
- (1996) Todo Buenos Aires (Piazzolla's tango)

### Modalidades
- (1989–93) Six Songs by Charles Ives (Ives' songs)

## Prémios e Reconhecimento
- Grammy Award for Best Contemporary Composition for Nixon in China (1989)
- Royal Philharmonic Society Music Award for Best Chamber Composition for Chamber Symphony (1994)
- Grawemeyer Award in Musical Composition for Violin Concerto (1995)
- Grammy Award for Best Contemporary Composition for El Dorado (1998)
- Prémio Pulitzer de Música for On the Transmigration of Souls (2003)
- Grammy Award for Best Classical Album for On the Transmigration of Souls (2005)
- Grammy Award for Best Orchestral Performance for On the Transmigration of Souls (2005)
- Grammy Award for Best Classical Contemporary Composition for On the Transmigration of Souls (2005)
- Harvard Arts medal (2007)
- Honorary Doctorate of Arts from Northwestern University (2008)

## Entrevistas
- John Adams in conversation with Robert Davidson
- NewMusicBox: John Adams in conversation with Frank J. Oteri, 2000
- An American Portrait: Composer John Adams, WGBH, radio, Boston